# Carl Martin Norberg
Carl Martin Norberg (Avesta (Suécia), 18 de julho de 1889 — Västerås, 25 de julho de 1970) foi um ginasta sueco que competiu em provas de ginástica artística.
Norberg é o detentor de uma medalha olímpica, conquistada na edição britânica, os Jogos de Londres, em 1908. Nesta ocasião, competiu como ginasta na prova coletiva. Ao lado de outros 37 companheiros, conquistou a medalha de ouro, após superar as nações da Noruega e da Finlândia.